# Hishult
Hishult is een plaats met 356 inwoners in de gemeente Laholm in de Zweedse provincie Halland.
Ala · Allarp · Edenberga · Genevad · Hasslöv · Hishult · Knäred · Laholm · Lilla Tjärby · Mellbystrand · Ränneslöv · Skottorp · Skummeslövsstrand · Vallberga · Våxtorp · Veinge · Ysby